# Atsuhiro Miura
Atsuhiro Miura (n. 24 iulie 1974) este un fost fotbalist japonez.

## Statistici
| Japonia | Japonia | Japonia |
| An      | Meciuri | Goluri  |
| ------- | ------- | ------- |
| 1999    | 5       | 1       |
| 2000    | 8       | 0       |
| 2001    | 3       | 0       |
| 2002    | 0       | 0       |
| 2003    | 1       | 0       |
| 2004    | 6       | 0       |
| 2005    | 2       | 0       |
| Total   | 25      | 1       |